# Basarab III Laiotă cel Bătrân
Basarab III Laiotă cel Bătrân (Valacchia, prima del 1º giugno 1431 – Transilvania, 22 dicembre 1480) fu voivoda (principe) di Valacchia per cinque volte tra il 1473 ed il 1479. È stato chiamato "cel Bătrân" ("il Vecchio") per distinguerlo dal nipote che gli strappò il trono: Basarab IV "cel Tânăr" ("il Giovane").

## Biografia
Figlio del voivoda (principe) Dan II di Valacchia, Basarab Laiotă cel Bătrân trascorse la sua gioventù in Transilvania, presso la città di Sighișoara, mentre il trono paterno veniva conteso tra gli eredi dello zio Mircea cel Bătrân: Alexandru I Aldea e Vlad II Dracul.
Durante il regno del voivoda Vlad III di Valacchia almeno due parenti di Basarab Laiotă cel Bătrân, Vladislav II di Valacchia e Dan III di Valacchia, tentarono di sottrarre il regno al Drăculești. Non sappiamo se Basarab Laiotă cel Bătrân appoggiò o meno i congiunti.
La lotta aperta di Basarab Laiotă cel Bătrân per la conquista del trono valacco non si concretizzò prima del 1470. In quell'anno, il potente voivoda di Moldavia, Ștefan III cel Mare, mosse guerra al voivoda di Valacchia, Radu III cel Frumos, fratello di Vlad III ed alleato del sultano Maometto II. L'intento di Ștefan, alleatosi al Regno d'Ungheria di Mattia Corvino era quello di indebolire la frontiera settentrionale dell'Impero ottomano riportando la Valacchia sotto il controllo cristiano (gli Ungheresi ripetevano la medesima mossa liberando in quegli anni la Serbia).
Entro il 1473 i moldavi avevano conquistato Bucarest e consegnato il trono valacco a Basarab Laiotă cel Bătrân, mentre la moglie (Maria Despina) e la figlia di Radu III (Maria Voichiţa) erano tenute in ostaggio da Ștefan. Ritornato voivoda entro la fine dell'anno, Radu continuò a contendere il trono a Basarab per tutto il 1474: il Drăculești fu voivoda tre volte e Basarab due volte. Vero padrone della Valacchia restò il voivoda Ștefan, che ratificò il suo potere sposando Maria, figlia di Radu. All'aprirsi del 1475 Radu, trincerato nella fortezza dei Drăculești a Giurgiu, morì, pare per cause naturali, e Basarab gli succedette. 
Rimasto padrone della Valacchia, Basarab III finì con il riconoscersi vassallo dei turchi come già aveva fatto Radu prima di lui. Il fronte moldavo-ungherese gli oppose allora Vlad III, sparito dalla scena valacca nel 1462 quando era stato imprigionato per ordine di Mattia Corvino. Basarab fuggì dall'attacco di Vlad ma entro la fine del 1476 tornò in possesso del suo trono dopo la definitiva scomparsa di Vlad III.
Nel 1477 fu un nipote di Basarab III, Basarab IV Țepeluș cel Tânăr, a strappargli il potere. Costretto a fuggire in Transilvania, Basarab III vi morì da esule nel 1480. Secondo alcune fonti avrebbe partecipato, nel 1479, alla Battaglia di Kenyérmezei tra ungheresi ed ottomani.